# David Baszucki
 (janvier 2024).
David Baszucki (né le 20 janvier 1963), également connu sous son nom d'utilisateur Roblox builderman, ou david.baszucki est un entrepreneur, ingénieur et développeur de logiciels américain d'origine canadienne. Il est surtout connu en tant que cofondateur et PDG de Roblox Corporation. Il a auparavant cofondé et occupé le poste de PDG de Knowledge Revolution, acquise par MSC Software en décembre 1998. 

## Biographie
David Baszucki est né le 20 janvier 1963 au Canada. Il a fréquenté l'Eden Prairie High School à Eden Prairie où il était le capitaine de l'équipe de quiz télé. Il a ensuite hébergé sa propre émission de radio-débat pour KSCO Radio Santa Cruz de février à juillet 2003. Il a étudié l'ingénierie et l'informatique à l'université Stanford. Il est diplômé en 1985 en tant que boursier General Motors en génie électrique.

## Carrière

### Révolution du savoir
À la fin des années 1980, David Baszucki et son frère Greg fondent la société Knowledge Revolution et développent et distribuent une simulation appelée « Interactive Physics », conçue comme un complément pédagogique permettant la création d'expériences de physique en 2D. 
Dans le prolongement d'Interactive Physics, Knowledge Revolution a lancé le logiciel de conception mécanique Working Model au début des années 1990. 
En décembre 1998, Knowledge Revolution a été rachetée par MSC Software, une société de logiciels de simulation basée à Newport Beach, en Californie, pour 20 millions de dollars. David Baszucki a été nommé vice-président et directeur général de MSC Software de 2000 à 2002, mais il a quitté son poste pour créer Baszucki & Associates, une société de gestion de ses activités de business angel. David Baszucki a dirigé Baszucki & Associates de 2003 à 2004. Alors qu'il était investisseur, il a fourni un financement de démarrage à Friendster, un service de réseautage social. 

### Roblox
Cette section ne s'appuie pas, ou pas assez, sur des sources secondaires ou tertiaires indépendantes du sujet. Le texte peut contenir des analyses inexactes ou inédites de sources primaires.
Pour l'améliorer, ajoutez-en, ou placez des modèles {{Source secondaire souhaitée}} ou {{Source secondaire nécessaire}} sur les passages mal sourcés. (octobre 2022)

Logo de Roblox

En 2004, David Baszucki, avec Erik Cassel — qui avait travaillé pour lui comme vice-président chargé de l'ingénierie pour Interactive Physics — a commencé à travailler sur un premier prototype de Roblox sous le titre de travail DynaBlocks. Il a ensuite été renommé Roblox, mot-valise dérivé de « robots » et de « blocs » en 2005. 
Dans une interview de décembre 2016 avec VentureBeat, David Baszucki a déclaré : « Nous pensons que nous commençons à voir un effet de réseau. La rétention augmente de plus en plus de personnes viennent jouer avec leurs amis et ont de meilleures chances de trouver leurs amis. » Lors d'un entretien de leadership d'entreprise en avril 2018 à Stanford, Baszucki a attribué la croissance de Roblox à son adhésion aux principes de la plateforme. Il permet aux utilisateurs de créer du contenu viral qui attire d'autres personnes sur la plate-forme et permet aux créateurs d'en piloter la monétisation[réf. nécessaire]. 
Baszucki estime que Roblox inaugure une nouvelle catégorie de « co-expérience humaine » qui deviendra plus vaste que le jeu. Dans une interview accordée à Forbes en septembre 2018, Baszucki a déclaré : « Dès le début, nous avons imaginé une nouvelle catégorie de personnes faisant des choses ensemble. Une catégorie qui impliquait des amis, comme les réseaux sociaux ; une catégorie qui impliquait des images 3D immersives, comme les jeux; une catégorie qui impliquait du contenu sympa, comme une entreprise de médias, et enfin une catégorie qui avait une création illimitée, comme un jouet de construction. »

## Autres intérêts commerciaux
David Baszucki a dirigé la firme d'investissement providentielle Baszucki and Associates de 2003 à 2004. Il a fourni un financement de démarrage à Dealix, un service de marketing Internet automobile qui a été acquis par The Cobalt Group et Friendster, un service de réseautage social. 

## Prix et reconnaissance
David Baszucki a reçu prix et distinctions entrepreneuriales. En 2015, il a reçu le « San Mateo Visionary Hero Award» pour les contributions de Roblox à l'éducation et pour avoir encouragé les enfants à coder. En 2017 et 2018, Goldman Sachs l'a nommé parmi ses 100 entrepreneurs les plus intrigants. En 2018 et 2019, la plateforme de culture d'entreprise et de données sur la rémunération l'a l'a nommé parmi les meilleurs dirigeants d'entreprise dans le domaine de la diversité.  